# Исчезновение леди Фрэнсис Карфэкс
«Исчезновение леди Фрэнсис Карфэкс» (англ. The Disappearance of Lady Frances Carfax) — один из рассказов английского писателя Артура Конана Дойла о знаменитом сыщике Шерлоке Холмсе. Входит в сборник рассказов «Его прощальный поклон», опубликованный в 1917 году, в Strand Magazine.

## Сюжет
К Шерлоку Холмсу за помощью обращается старая гувернантка знатной одинокой дамы,  леди Фрэнсис Карфэкс. Несколько недель назад она уехала из отеля в Лозанне, и больше от неё не было никаких известий. Холмс предлагает Ватсону провести расследование, т.к. в настоящее время Холмс якобы никак не может покинуть Лондон.
Ватсон выезжает в Европу, в Лозанну, а потом и в Баден. Он узнает, что леди Карфэкс преследует некий грубый, похожий на дикаря, англичанин. А в Бадене леди Карфэкс познакомилась с неким проповедником, доктором Шлезингером, и его женой, вместе с которыми она и уехала в Лондон. Решив пообщаться с бывшей служанкой леди Карфэкс мадмуазель Мари Девин, Ватсон выезжает в Монпелье, где внезапно сталкивается с преследующим леди Карфэкс англичанином. Между ними вспыхивает потасовка, которую прекращает Холмс, который, как оказалось, все время был рядом с Ватсоном, проводя параллельно своё расследование. Англичанином оказался влюбленный в леди Карфэкс мистер Филипп Грин, который также её разыскивал. Холмс сообщает Грину, что ситуация очень тревожная, т.к. леди Карфэкс попала в руки опаснейшего австралийского мошенника Питерса и его англичанки-сообщницы.
Вернувшись в Лондон, Холмс и Грин устраивают тщательные поиски пропавшей леди Карфэкс. И спустя некоторое время Грин выслеживает некую женщину, которая принесла в ломбард одну из драгоценностей леди Карфэкс. Это женщина работает в лавке гробовщика и является сообщницей Питерса. Холмс, предположив, что леди Карфэкс либо удерживают силой взаперти, либо, уже убив, вынесут из лавки в закрытом гробу, предлагает Ватсону немедленно, безо всякого ордера, обыскать логово преступников. Ворвавшись в лавку, Холмс, угрожая узнавшему его Питерсу револьвером, приказывает открыть гроб. Но в нем оказывается умершая старуха, а не леди Карфэкс. Холмс пытается продолжить обыск, но сообщница Питерса приводит полисмена, который призывает Холмса не нарушать закон. Расстроенный Холмс вынужден прекратить незаконный обыск.
На следующее утро Холмс, внезапно догадавшись о коварном замысле преступника, в сопровождении Ватсона вновь врывается в лавку Питерса. В ответ на крики Питерса о незаконности Холмс спокойно заявляет, что похороны задерживаются, что сейчас сюда прибудет полиция с ордером на обыск. Питерс и его сообщница немедленно убегают, а Холмс и Ватсон, сбив крышку гроба, обнаруживают в нем в бессознательном состоянии леди Карфэкс, лицо которой обложено ватой, пропитанной хлороформом. Ватсон и помогающий ему Холмс предпринимают отчаянные меры, производя реанимационные медицинские процедуры, и спасают жизнь леди Карфэкс.
Догадка Холмса основывалась на том, что во время первого визита к Питерсу он обратил внимание на чрезвычайно большие размеры гроба, в котором находилось тело старухи. И Холмс гениально предположил, что в гроб могут поместить и тело леди Карфэкс, замаскировав таким образом её смерть.

## Экранизация
Рассказ «Исчезновение леди Френсис Карфэкс» был экранизирован в 1923 году в Великобритании режиссёром George Ridgwell (англ.) 